# ناديه دي سانتياغو
ناديه دي سانتياغو (بالإسبانية: Nadia de Santiago)‏ هي ممثلة إسبانية، ولدت في 3 يناير 1990 في مدريد في إسبانيا.

## وصلات خارجية
- الموقع الرسمي
- ناديه دي سانتياغو على موقع IMDb (الإنجليزية)
- ناديه دي سانتياغو على موقع ميوزك برينز (الإنجليزية)
- ناديه دي سانتياغو على موقع قاعدة بيانات الفيلم (الإنجليزية)